# Pirottaea exilispora
Pirottaea exilispora är en svampart som beskrevs av Graddon 1977. Pirottaea exilispora ingår i släktet Pirottaea, ordningen disksvampar, klassen Leotiomycetes, divisionen sporsäcksvampar och riket svampar.   Inga underarter finns listade i Catalogue of Life.